# Virreinato de Tver
El virreinato de Tver (en ruso: Тверское наместничество, Tverskoie naméstnichestvo) fue una división administrativa del Imperio ruso, que existió desde 1775 hasta 1796. Su capital estaba en Tver. En 1796, se transformó en la gobernación de Tver.
El área del virreinato se divide actualmente entre los óblast de Tver y Moscú. Partes menores del virreinato de Tver también pertenecen actualmente a los óblast de Yaroslavl y Nóvgorod.

## Historia
En el siglo XVIII, las áreas que luego fueron ocupadas por la gobernación de Tver se dividieron entre las gobernaciones de Moscú y Nóvgorod. El 25 de noviembre de 1775, se estableció el virreinato de Tver con el centro administrativo en Tver. Incluía la provincia de Tver y el uyezd de Vyshni Volochok de la gobernación de Nóvgorod, así como la provincia de Úglich y algunas áreas menores, incluida Vesegonsk, de la gobernación de Moscú.
En el momento de la formación del virreinato, se subdividió en 12 uyezds:
- Bézhetsk
- Kaliazin
- Kashin
- Krasny Jolm
- Torzhok
- Ostáshkov
- Rzhev
- Stáritsa
- Tver
- Vesegonsk
- Vyshni Volochok
- Zubtsov

En 1781, Korchevá recibió el estatus de ciudad, y se estableció su uyezd.
El 12 de diciembre de 1796, el virreinato se transformó en la gobernación de Tver. El área no cambió, pero se modificó la división en uyezds.

## Gobernadores
La administración del virreinato fue realizada por un naméstnik (virrey), con sede en Nóvgorod, y controlado por un gobernador general. Los gobernadores del virreinato de Tver fueron:
- 1778-1781: Yákov Yefímovich Sivers (Jacob Sievers);
- 1783-1784: Yákov Ivánovich Bryus;
- 1785-1795: Nikolái Petróvich Arjárov.

Los namestniks fueron:
- 1776: Mikhail Nikitovich Krechetnikov;
- 1777-1783: Timofey Ivanovich Tutolmin;
- 1783-1784: Pyotr Vasilyevich Lopukhin;
- 1784-1793: Grigory Mikhaylovich Osipov;
- 1793-1796: Alexander Vasilyevich Polikarpov.